# 艾买提·亚库甫
艾买提·亚库甫（維吾爾語：ئەخمەت ياقۇپ‎，拉丁维文：Exmet Yaqup；1965年3月14日—2012年8月24日），化名阿不都·沙库尔·突厥斯坦尼（阿拉伯语：‎，羅馬化：Abdul Shakoor al-Turkistani），中国新疆维吾尔族人，东伊运军事指挥官，中國視其為恐怖分子。

## 生平
1996年11月，艾买提·亚库甫非法出境赴南亚某国加入“东伊运”恐怖组织，并参加了各种恐怖培训。1998年，加入东伊运成为骨干成员，2001年，担任该组织“军事指挥官”，负责招募成员、组织训练，策划指挥并组织实施恐怖袭击。2008年开始策划对北京奥运会进行恐怖袭击。同年，被中华人民共和国公安部认定为恐怖分子。
2008年6月，艾买提·亚库甫在“东伊运”网站和youtube上发布针对北京奥运会的恐怖威胁视频声明，要求其组织成员拿起武器进行“圣战”，对中国政府官员、军人、警察，参加北京奥运会的西方国家政要及运动员、观众，以及被其指责为“叛徒”的人实施恐怖袭击，袭击手段包括暗杀、纵火、汽车炸弹、人体炸弹，甚至使用生化武器，以此破坏北京奥运会安全顺利举行。
2010年，成为东伊运第三代领导人。2011年加入“基地”的核心领导层。2012年，在巴基斯坦被美国的无人机击毙。